# Tranholmen
Tranholmen is een plaats en eiland in de gemeente Danderyd in het landschap Uppland en de provincie Stockholms län in Zweden. De plaats heeft 277 inwoners (2005) en een oppervlakte van 40 hectare. Het eiland is gelegen in de zeestraat Lilla Värtan en ligt circa 5 kilometer ten noorden van Stockholm. In de winter is het water in de Lilla Värtan vaak bevroren er is dan een pontonbrug die het eiland verbindt met het vasteland.